# Propiedad socialista

Escudo de la Unión Soviética

Propiedad socialista es un término que era usado en la Unión Soviética, y países del bloque comunista, para designar a la propiedad pública de los medios de producción siendo esta el 99,4% de los medios de producción para 1950. Se proclamó que bajo el socialismo la propiedad socialista existe en dos formas:
- En forma de propiedad estatal
- En forma de propiedad cooperativa-colectiva

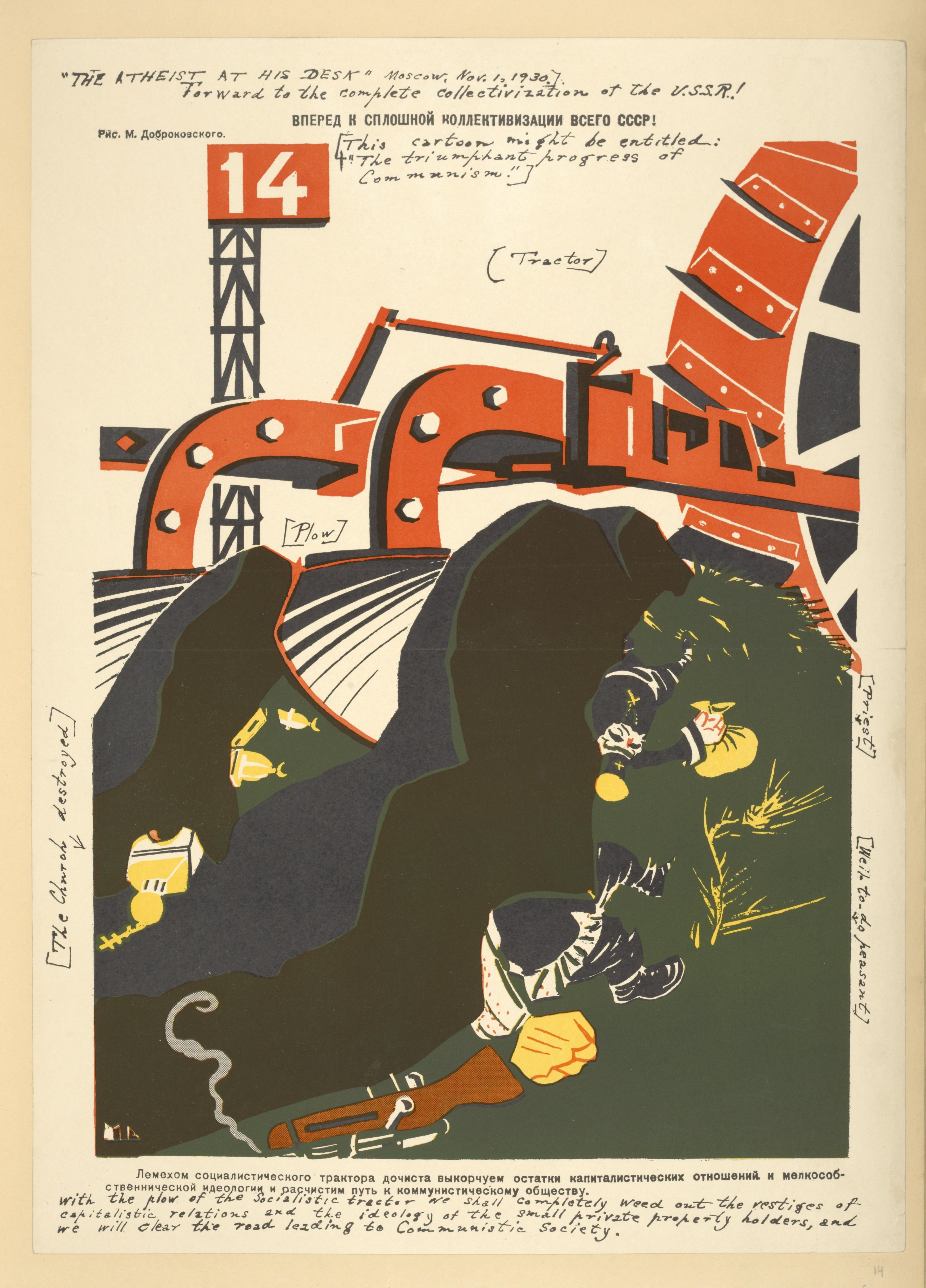
"¡Adelante a la colectivización de toda la URSS!", 1930

Se proclamó en Unión Soviética que la propiedad estatal era propiedad común de todo el pueblo soviético. La propiedad exclusiva del estado en la Unión Soviética era la tierra, el subsuelo, los bosques y las aguas. La propiedad cooperativa-colectiva incluía los bienes de las granjas colectivas, así como las sociedades de consumo y las cooperativas de vivienda y construcción.

Tras la colectivización y el inicio de la hambruna en algunas regiones de la Unión Soviética, los castigos por el robo de la propiedad socialista se endurecieron a sugerencia de Stalin: en casos especialmente graves, se suponía incluso el fusilamiento. Motivando la necesidad de medidas tan duras, Stalin escribió al Comisario de Agricultura del Pueblo Lázar Kaganóvich y al jefe de gobierno Viacheslav Mólotov:
El capitalismo no podría haber aplastado el feudalismo, no se habría desarrollado y fortalecido, si no hubiera declarado el principio de la propiedad privada como base de la sociedad capitalista, si no hubiera hecho sagrada la propiedad privada, cuya violación de los intereses se castiga. con el más severo castigo y para cuya protección creó su propio estado. El socialismo no podrá acabar y enterrar los elementos capitalistas... que socavan los cimientos de la nueva sociedad si no declara sagrada e inviolable la propiedad pública... No puede fortalecer y desarrollar el nuevo sistema y la construcción socialista si no protege con todas sus fuerzas la propiedad de las granjas colectivas, las cooperativas y el Estado, si no disuade a los elementos antisociales y kulak-capitalistas de saquear la propiedad pública.